# Corbais
Corbais (en wallon Côrbåy, en néerlandais Korbeek) est une section de la commune belge de Mont-Saint-Guibert située en Région wallonne dans la province du Brabant wallon.
C'était une commune à part entière avant la fusion des communes de 1977. Corbais est arrosée par le Ry de Corbais, affluent de l'Orne.

## Démographie
- Sources:INS, Rem:1831 jusqu'en 1970=recensements, 1976= nombre d'habitants au 31 décembre

## Patrimoine et culture

### Patrimoine architectural
Le village conserve un donjon de plaine du XIIIe siècle appelé la Tour Griffon du Bois,.

## Économie
Depuis 2017, le village accueille le siège social de Air Belgium.

## Vie associative
|  |  |  |